# Souconna
Souconna é uma deusa céltica, a deidade do rio Saône em Chalon-sur-Saône, a quem a invocação epigráfica foi feita.